# エンリケ・トーレス
エンリケ・トーレス（Enrique Torres、1922年7月25日 - 2007年9月10日）は、アメリカ合衆国のプロレスラー。カリフォルニア州サンタアナ出身のメキシコ系アメリカ人（出身地はメキシコのソノラ州ともされる）。
かつて日本の誌上などでは「エンリキ・トーレス」と紹介されていた。

## 来歴
トーレス3兄弟の長男で、次男にアルベルト・トーレス、三男にラモン・トーレスがいる。ボクサーを経て、1946年6月にプロレスデビュー。
1946年12月11日、ロサンゼルスにてジョージ・ベッカーを破り世界ヘビー級王座（ロサンゼルス版）を獲得、以降このベルトは1950年11月22日にバロン・ミシェル・レオンに敗れるまで保持していた。
1952年2月28日、カンザス地区でボブ・オートンからNWAセントラル・ステーツ・ヘビー級王座を奪取。同年、サンフランシスコにてNWA太平洋岸ヘビー級王座を獲得。9月には同タッグ王座にもジノ・ガリバルディと組んで戴冠した。
1955年7月29日、ジョニー・バレンドとのコンビでジン・キニスキー&ロード・ブレアースを破りNWA世界タッグ王座（サンフランシスコ版）を獲得。1958年2月27日には弟のアルベルトと組んでNWAテキサス・タッグ王座を奪取。1959年11月23日にはジョージ・ベッカーと組んでラリー・ハミルトン&グレート・ボロを破りNWA南部タッグ王座（ミッドアトランティック版）を獲得した。
1960年代に入ると、ロサンゼルスにて1962年5月2日にビリー・バルガからNWAアメリカン・ヘビー級王座を奪取。1964年4月13日にはカナダのバンクーバーにて、ベアキャット・ライトをパートナーにNWAカナディアン・タッグ王座を獲得。1964年にはハワイにも進出し、12月12日にキング・イヤウケアからハワイ版のNWA USヘビー級王座を奪取。また、アルベルトと組んでハワイ・タッグ王座も獲得した。アルベルトとの兄弟タッグでは、ジョージアにて1966年5月6日にNWA南部タッグ王座を、6月17日にはNWA世界タッグ王座（ジョージア版）も奪取している。
日本には1959年5月、日本プロレスに来日し『ワールド大リーグ戦』の第1回大会に出場。準決勝でジェス・オルテガに引き分けるも、その後のコイントスで敗れ決勝進出には至らなかった。残留参戦した『夏の国際選抜戦』では、7月21日に力道山のインターナショナル・ヘビー級王座に挑戦している。
1968年にレスラーを引退。晩年は人工透析を受けながらカルガリーの老人福祉施設に入居していた。
2007年9月10日、死去。85歳没。

## 得意技
コブラツイスト
日本で初めて公開した人物である。
エアプレーン・スピン
ドロップキック

## 獲得タイトル
セントラル・ステーツ・レスリング
- NWAセントラル・ステーツ・ヘビー級王座：1回[5]
- NWA USヘビー級王座（セントラル・ステーツ版）：1回[20]

ジョージア・チャンピオンシップ・レスリング
- NWA南部タッグ王座（ジョージア版）：10回（w / アルベルト・トーレス（英語版）×6、ラモン・トーレス（英語版）×4）[15]
- NWA世界タッグ王座（ジョージア版） ：5回（w / アルベルト・トーレス×2、ラモン・トーレス×3）[16]

ミッドアトランティック・チャンピオンシップ・レスリング
- NWA南部タッグ王座（ミッドアトランティック版）：1回（w / ジョージ・ベッカー）[10]

NWAオールスター・レスリング
- NWAカナディアン・タッグ王座（バンクーバー版）：1回（w / ベアキャット・ライト）[12]

NWAミッドパシフィック・プロモーションズ
- NWA USヘビー級王座（ハワイ版）：1回[13]
- NWAハワイ・タッグ王座 ：1回（w / アルベルト・トーレス）[14]

NWAロサンゼルス
- NWAアメリカン・ヘビー級王座（ロサンゼルス版）：1回[11]

NWAサンフランシスコ
- NWA太平洋岸ヘビー級王座（サンフランシスコ版）：4回[6]
- NWA太平洋岸タッグ王座（サンフランシスコ版）：10回（w / ジノ・ガリバルディ、レオ・ノメリーニ、ラモン・トーレス、ロニー・エチソン×4、ジェス・オルテガ、ロッキー・ブラウン、シャーンドル・コバックス）[7]
- NWA世界タッグ王座（サンフランシスコ版）：8回（w / レオ・ノメリーニ×2、ジョニー・バレンド、ボボ・ブラジル×2、ロニー・エチソン、リップ・ミラー、レジー・パークス）[8]

NWAサウスウエスト・スポーツ・インク
- NWAテキサス・タッグ王座：1回（w / ラモン・トーレス）[9]

その他
- 世界ヘビー級王座（ロサンゼルス版）：2回[4]